# Isla Humble
La isla Humble es una pequeña isla rocosa de la Antártida, ubicada a 64°46′S 64°06′O / -64.767, -64.100 a 0,4 millas al sudeste de la punta Norsel en Puerto Arthur, costa sudoeste de la isla Anvers en el archipiélago Palmer. 
Fue explorada por el FIDS británico en 1955 y nombrada Humble (del inglés: humilde) por el Comité de Nombres Antárticos del Reino Unido (UK-APC) en 1956 porque la isla parece insignificante entre la isla Litchfield y la costa de la isla Anvers.

## Reclamaciones territoriales
Argentina incluye a la isla en el departamento Antártida Argentina dentro de la provincia de Tierra del Fuego, Antártida e Islas del Atlántico Sur; para Chile forma parte de la comuna Antártica de la provincia Antártica Chilena dentro de la Región de Magallanes y de la Antártica Chilena; y para el Reino Unido integra el Territorio Antártico Británico. Las tres reclamaciones están sujetas a los términos del Tratado Antártico.
Nomenclatura de los países reclamantes: 
- Argentina: ?
- Chile: ?
- Reino Unido: Humble Island